# Nogueruelas
Nogueruelas è un comune spagnolo di 218 abitanti situato nella comunità autonoma dell'Aragona.